# Amolita fessa
Amolita fessa là một loài bướm đêm trong họ Erebidae.